# Nissan R87E
Der Nissan R87E ist ein Sportwagen-Prototyp der Gruppe C, der 1987 hergestellt wurde. Die insgesamt drei produzierten Rennwagen wurden von Nismo auf einem von March gefertigten Chassis aufgebaut.
Der R87E war hauptsächlich für den Einsatz beim 24-Stunden-Rennen von Le Mans bestimmt, wurde aber auch in der All Japan Sports Prototype Championship (JSPC) eingesetzt.

## Entwicklung
Das von March exklusiv für Nissan entwickelte und intern 87G genannte Chassis wurde aus Aluminium gefertigt und in Monocoque-Bauweise konstruiert. Das Fahrwerk wurde mit einer Doppelquerlenkerradaufhängung mit Schraubenfedern und Stabilisator bestückt. Von Nismo wurde ein neu entwickelter 3-Liter V8-Motor mit vier Ventilen pro Zylinder und Biturboaufladung verbaut, der mit einem manuellen Fünfgang-Getriebe verbunden war und dessen Block sowie Zylinderkopf ebenfalls aus Aluminium bestanden. Das Triebwerk erhielt den Code VEJ30 und diente als Ersatz für den noch im Vorgängermodell R86V eingesetzten V6-Motor. Ausgelegt war der R87E als Mittelmotorfahrzeug mit Hinterradantrieb.
Alle Chassis wurden im Jahr 1987 als Nissan R87E eingesetzt. 1988 wurde das Chassis #1 zum March R88S für Rennen in der JSPC bzw. zum R88V für die World Sports Prototype Championship (WSPC) umgebaut. Im gleichen Jahr wurden Chassis #2 und #3 von Nismo zum R88C modifiziert.

## Renneinsätze

### 1987
In der JSPC wurde der R87E vorerst nur bei einem einzigen Lauf, dem 500-km-Rennen in Fuji, eingesetzt. Dies war die einzige Möglichkeit für das Team, um sich und das Fahrzeug unter Rennbedingungen für den Le-Mans-Einsatz vorzubereiten. Diese Trainingszeit wurde allerdings durch den Ausfall des Wagens wegen eines Motorschadens noch zusätzlich verkürzt. Trotz der geringen Erfahrung aus nur diesem einzigen Rennen ging das Nissan-Werksteam beim 24-Stunden-Rennen von Le Mans 1987 an den Start. Zwei R87E und ein privat eingesetzter Vorjahres-R86V nahmen daran teil, allerdings erreichte keiner der Boliden das Ziel. Der Wagen des Privatteams Italya Sports mit der Startnummer 29 musste nach sieben Stunden und 86 Runden wegen eines Unfalls aufgeben, während die beiden neuen Nissan mit technischen Problemen zu kämpfen hatten. Schließlich schieden beide R87E nach 16 Stunden Renndauer aus, #32 mit 117 gefahrenen Runden wegen Getriebe- und Elektronikproblemen und #23 mit 181 Runden aufgrund eines Motorendefektes. Nach diesem niederschmetternden Ergebnis wurde der R87E noch einige Male in Japan eingesetzt, wobei ein Zieleinlauf auf der 8. Position die beste zu verzeichnende Platzierung darstellte.